# Stephanocyathus (Stephanocyathus) isabellae
Stephanocyathus (Stephanocyathus) isabellae is een rifkoralensoort uit de familie van de Caryophylliidae. De wetenschappelijke naam van de soort is voor het eerst geldig gepubliceerd in 2009 door Reyes, Santodomingo & Cairns.